# Diatlov (Krasnodar)
Diatlov (del ruso: Дятлов) es un jútor del raión de Mostovskói del krai de Krasnodar, en el sur de Rusia. Está situado en la orilla izquierda del río Psebaika, afluente del Labá, de la cuenca del Kubán, 17 km al sur de Mostovskói y 170 km al sureste de Krasnodar, la capital del krai. Contaba con 109 habitantes en 2010.
Pertenece al municipio Perepravnenskoye.